# Saint-Jean-de-la-Ruelle
Saint-Jean-de-la-Ruelle è un comune francese di 16 946 abitanti situato nel dipartimento del Loiret nella regione del Centro-Valle della Loira.

## Società

### Evoluzione demografica
Abitanti censiti

## Amministrazione

### Gemellaggi
- Gommern
- Amposta
- Niepolomice
- Niantjila